# Petrolisthes melini
Petrolisthes melini is een tienpotigensoort uit de familie van de Porcellanidae. De wetenschappelijke naam van de soort is voor het eerst geldig gepubliceerd in 1966 door Miyake & Nakasone.